# Bergön (Luleå)
Bergön (bergeiland) is een Zweeds eiland behorend tot de Lule-archipel. Het eiland ligt ongeveer 150 meter ten zuidwesten van de zuidwestelijke uitloper van Kallaxön. Aan die kant van het eiland staan ook de meeste (zomer)huisjes. Er is geen vaste oeververbinding. De naam ontleent het waarschijnlijk aan de 42 meter hoge heuvel op het eiland.